# Motorola Edge
El Motorola Edge es un teléfono inteligente Android fabricado por Motorola Mobility, subsidiaria de Lenovo. Fue lanzado en mayo de 2020.

## Historia
Las versiones del teléfono se filtraron en marzo, un mes antes del lanzamiento anticipado del teléfono en el blog de reseñas móviles Price Baba.
El 13 de abril, Motorola publicó un tuit anunciando el lanzamiento virtual de su próximo teléfono insignia el 22 de abril. Originalmente, el teléfono estaba destinado a ser lanzado en el Mobile World Congress en febrero, pero el evento se canceló debido a la pandemia de COVID-19.
El 21 de abril, un día antes del evento programado, apareció una publicación de blog que detallaba las características del teléfono en el blog de Motorola antes de que fuera retirado.
Casi un mes después del lanzamiento mundial, el 19 de mayo de 2020, la empresa también lanzó Motorola Edge+ en India.

## Características
Edge usa el procesador Snapdragon 765G con la GPU Adreno 620, tiene 128 GB de almacenamiento UFS 2.1 (256 GB para la versión de EE. UU.) junto con 4 o 6 GB (6 GB solo para EE. UU.) de RAM, también tiene una ranura para tarjeta microSDXC para almacenamiento expandible. La pantalla es un panel OLED compatible con HDR10 / HDR10+ , que cuenta con un escáner óptico de huellas dactilares (debajo de la pantalla) . Se utiliza una pantalla de 6,7 pulgadas (170 mm) de 1080p, con una relación de aspecto de 19,5:9 y una frecuencia de actualización de 90 Hz. La capacidad de la batería es de 4500 mAh en el Edge. La carga rápida por cable es compatible con USB-C a 18 W. También se incluyen altavoces estéreo y un conector de audio de 3,5 mm. La configuración de la cámara del Edge consta de un sensor ancho de 64 MP, un sensor ultra ancho de 16 MP, un sensor de teleobjetivo de 8 MP y un sensor de tiempo de vuelo. La cámara frontal utiliza un sensor de 25 MP.

### Software
Edge se ejecuta en una versión casi disponible de Android 10, con funciones personalizadas en la aplicación Moto preinstalada.